# Alfredo Bifulco
Alfredo Bifulco (San Gennaro Vesuviano, Nápoles, Italia, 19 de enero de 1997) es un futbolista italiano. Juega de extremo derecho y su equipo actual es el Taranto F. C. de la Serie C de Italia.

## Trayectoria
Bifulco se formó en las categorías inferiores del Napoli. El 6 de agosto de 2015 fue cedido a préstamo al Rimini de la tercera división italiana, donde totalizó 23 partidos y un gol; el 27 de julio de 2016 fue cedido al Carpi de la Serie B (21 partidos y 3 goles) y el 12 de agosto de 2017 al Pro Vercelli de la misma división (29 partidos y 4 goles). El 18 de agosto de 2018 fue cedido al Ternana de la Serie C (34 partidos y 6 goles) y en la temporada siguiente a la Juve Stabia de la Serie B (26 partidos y 2 goles).
 El 29 de septiembre de 2020, fichó por el Padova de la Serie C. Después de dos temporadas y media en las filas del club véneto, durante las que sumó 69 presencias y 15 goles, en enero de 2023 fichó por el Taranto, también de la Serie C.

## Selección nacional
Ha sido internacional con las selecciones sub-17, sub-18, sub-19, sub-20 y B de Italia.

## Clubes
| Club                        | País   | Año       |
| --------------------------- | ------ | --------- |
| A. C. Rimini (cedido)       | Italia | 2015-2016 |
| Carpi F. C. (cedido)        | Italia | 2016-2017 |
| F. C. Pro Vercelli (cedido) | Italia | 2017-2018 |
| Ternana Calcio (cedido)     | Italia | 2018-2019 |
| S. S. Juve Stabia (cedido)  | Italia | 2019-2020 |
| Calcio Padova               | Italia | 2020-2023 |
| Taranto F. C.               | Italia | 2023-Act. |